# (2372) Проскурин
(2372) Проскурин (лат. Proskurin) — типичный астероид главного пояса, открыт 13 сентября 1977 года советским астрономом Николаем Черных в Крымской астрофизической обсерватории и 28 марта 1983 года назван в честь советского астронома Виталия Проскурина.

## Обнаружение и именование
(2372) Проскурин
Открыт 13 сентября 1977 года в Научном Н. С. Черных.
Назван в память о специалисте Института теоретической астрономии в области небесной механики Виталии Фёдоровиче Проскурине (1919—1964), известном своими работами по движению Цереры, Юпитера VI и VIII и искусственных спутников.
Оригинальный текст (англ.)2372 Proskurin
Discovered 1977-09-13 by Chernykh, N. at Nauchnyj.
Named in memory of Vitalij Fedorovich Proskurin (1919—1964), celestial mechanician at the Institute for Theoretical Astronomy, known for his work on the motions of Ceres, Jupiter VI and VIII and artificial satellites.
Источники: DISCOVERY.DB; M.P.C. 7783.

## Орбита

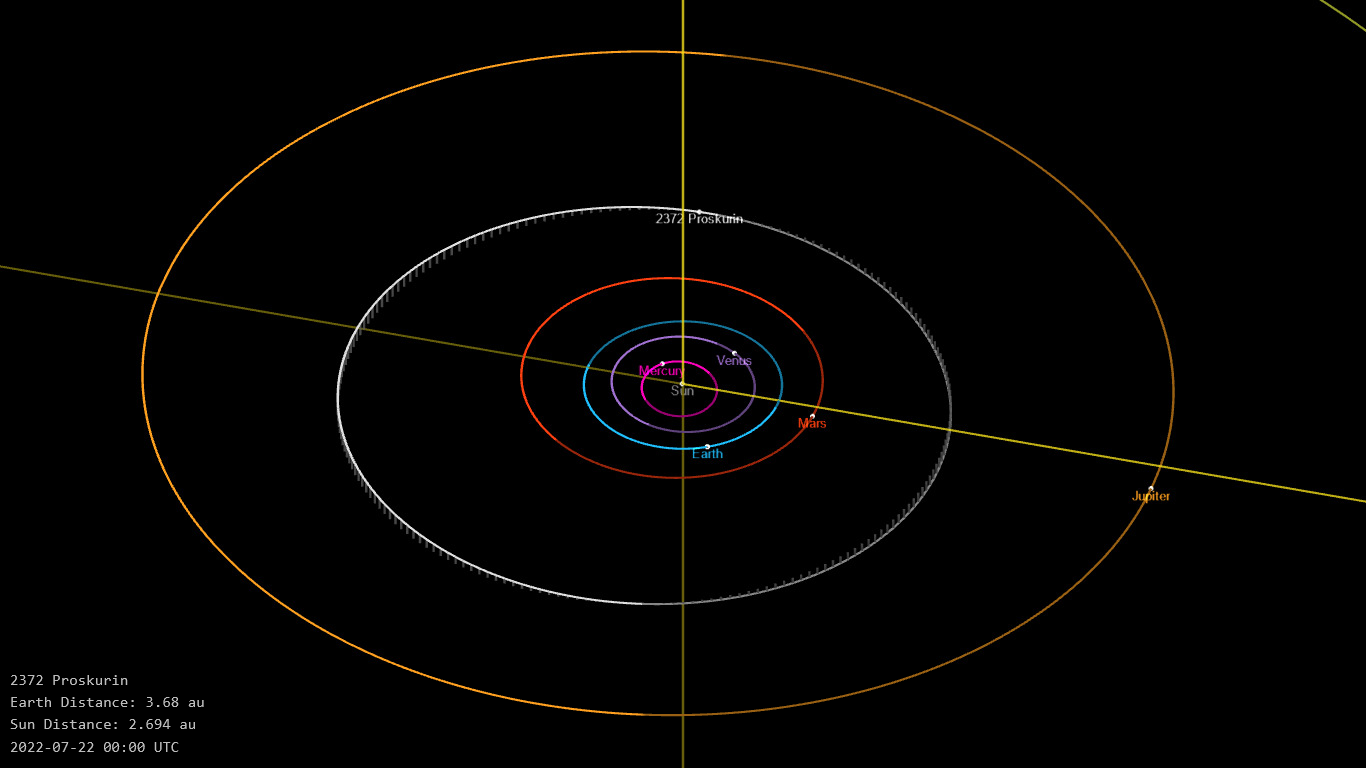
Орбита астероида Проскурин и его положение в Солнечной системе

## Физические характеристики
Из наблюдений системы ATLAS следует, что астероид относится к таксономическому классу C.
По результатам наблюдений в инфракрасном диапазоне орбитальной обсерватории IRAS и спутника Akari и наблюдений в видимом и ближнем инфракрасном диапазоне космического телескопа NEOWISE диаметр астероида сначала оценивался равным 22,77±1,5 км, позже — 21,577±0,097 км, 24,58±0,72 км, 23,25±0,27 км, 20,85±6,55 км, 22,245±0,078 км. Согласно тем же источникам альбедо оценивается как 0,078±0,011, 0,0871±0,0068, 0,071±0,005, 0,068±0,007, 0,07±0,07 и 0,084±0,021.